# 2S43 Malwa
2S43 Malwa (2С43 «Мальва» „Malve“) ist eine in Russland entwickelte und hergestellte leicht gepanzerte Haubitzen-Selbstfahrlafette auf der Basis eines Lastkraftwagens. Der Name leitet sich von der Pflanzengattung der Malven ab.

## Entwicklung
Das Zentrale Forschungsinstitut Burewestnik entwickelte die selbstfahrende 152-mm-Radhaubitze in den 2010er-Jahren. Das Artilleriesystem wird von Uraltransmasch hergestellt, einem Tochterunternehmen des Rüstungskonzerns Uralwagonsawod. Generell ist ein Radfahrgestell schneller, langlebiger sowie kostengünstiger bei Produktion und Wartung als ein Kettenfahrzeug. Die 2S43 ist für die russischen Streitkräfte, die traditionell Ketten-Selbstfahrlafetten wie die 2S3 Akazija, 2S5 Giazint-S und die 2S19 Msta-S bevorzugen, bei diesem Kaliber eine Neuerung. Mitte August 2023 unterzeichnete das Verteidigungsministerium der Russischen Föderation einen Vertrag über die Bestellung des Systems mit Rostec, der auf der Rüstungsmesse Army-2023 in Moskau bekannt gegeben wurde. Die russische staatliche Nachrichtenagentur TASS meldete am 26. Oktober 2023, das erste Los sei an die Streitkräfte Russlands ausgeliefert worden.

## Technik
2S43 Malwa wurde auf der Grundlage des 8×8-LKW-Fahrgestells BAZ-6010-027 des Brjanski Awtomobilny Sawod entwickelt, welches auf der Straße eine Höchstgeschwindigkeit von 80 km/h erreichen soll. Der Dieselmotor JaMS-8424.10 des Jaroslawler Motorenwerks erbringt eine Leistung von 470 PS. Die Kabine gewährleistet einen gewissen Schutz gegen Handfeuerwaffen und Artilleriesplitter und bietet insgesamt fünf Personen Platz. Auf dem Dach des Führerhauses ist eine Nebelmittelwurfanlage installiert. Hinten auf der Pritsche ist das 152-mm-2A64-Geschütz montiert, welches auch bei der Panzerhaubitze 2S19 Msta-S verwendet wird. Mit der Standard-Sprenggranate 3OF45 wird eine Schussdistanz von 24,7 km erreicht. Mit der 3OF61-Sprenggranate mit Base-Bleed beträgt die maximale Schussdistanz 28,9 km. Mit der präzisionsgelenkten Artilleriegranate vom Typ 3OF39 Krasnopol beträgt die Schussdistanz 25 km. Die maximale Feuergeschwindigkeit soll bei 7 Schuss pro Minute liegen. Insgesamt werden 30 Granaten und die dazugehörigen Treibladungskartuschen mitgeführt. Der Seitenrichtbereich des Geschützes beträgt in Fahrrichtung ±30° und der Höhenrichtbereich liegt bei −3 bis +70°. Durch den Wegfall eines gepanzerten Geschützturmes ist das Fahrzeug relativ leicht, sodass es mit russischen Transportmaschinen wie der Il-76 „Candid“ luftverlastbar ist.

## Einsatz
Anfang Juni 2024 soll die 2S43 Malwa erstmals bei Gefechten im Russisch-Ukrainischen Krieg in der Oblast Belgorod eingesetzt worden sein.
Laut dem Oryx-Blog gingen mit Stand Juni 2025 mindestens drei 2S43 Russlands verloren.

## Nutzerstaaten
- Russland: unbekannte Anzahl